# Valdiviella insignis
Valdiviella insignis är en kräftdjursart som beskrevs av Farran 1908. Valdiviella insignis ingår i släktet Valdiviella och familjen Aetideidae. Inga underarter finns listade i Catalogue of Life.